# Chaetodon trichrous
Chaetodon trichrous är en fiskart som beskrevs av Günther, 1874. Chaetodon trichrous ingår i släktet Chaetodon och familjen Chaetodontidae. IUCN kategoriserar arten globalt som livskraftig. Inga underarter finns listade i Catalogue of Life.